# Yuri Falin
Yuri Pavlovich Falin (Moscou, 2 de abril de 1937 - 3 de novembro de 2003) foi um futebolista soviético que atuava como meia-atacante.

## Carreira
Yuri Falin fez parte do elenco da Seleção Soviética na Copa do Mundo de 1958.

## Títulos
- Primeira Divisão Soviética: 1960, 1962.
- Copa da União Soviética: 1960, 1963, 1965.